# Cromossoma 6

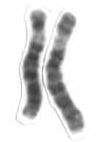
Par de cromossoma 6

O cromossoma 6 é um dos 23 pares de cromossomas do cariótipo humano.

## Genes
| Gene                                                          | Descrição |
| ------------------------------------------------------------- | --------- |
| BCKDHB                                                        |           |
| CNR1                                                          |           |
| COL11A2                                                       |           |
| CYP21A2                                                       |           |
| DSP                                                           |           |
| EYA4                                                          |           |
| HFE                                                           |           |
| HLA-A, HLA-B, HLA-C                                           |           |
| HLA-DQA1 e HLA-DQB1 formam HLA-DQ                             |           |
| HLA-DRA, HLA-DRB1, HLA-DRB3, HLA-DRB4, HLA-DRB5 formam HLA-DR |           |
| HLA-DPA1 e HLA-DPB1 formam HLA-DR                             |           |
| MUT                                                           |           |
| MYO6                                                          |           |
| PARK2                                                         |           |
| PKHD1                                                         |           |
| TNXB                                                          |           |
| VEGF                                                          |           |
| IGF2R                                                         |           |
| HLA-Cw*0602                                                   |           |
| PLG                                                           |           |

## Doenças
- Síndrome de Ehlers-Danlos
- Tireoidite de Hashimoto
- Hemocromatose
- Doença da urina em xarope de ácer
- Doença de Parkinson
- Artrite reumatoide
- Diabetes mellitus tipo 1
- Epilepsia